# 緒方智美
緒方 智美（おがた ともみ、5月10日 - ）は、日本の女性ナレーター。東京俳優生活協同組合所属。国立音楽大学声楽学科出身。元東海テレビアナウンサー。

## 出演作品

### ナレーション
- 土曜フォーラム （NHK）
- 列島スペシャル （NHK-BS）
- 21世紀への証言 （NHK-BS）
- サンデーモーニング （TBS）
- あなたの隣に誰かいる （フジテレビ）
- 人気者でいこう! （テレビ朝日）
- スーパーJチャンネル （テレビ朝日）
- その小さな手に （テレビ東京）

### 駅内放送
- 小田急電鉄[2]

### テレビドラマ
- 特命!刑事どん亀（TBS）